# Кубок України з гандболу серед жінок 2018—2019
Кубок України з гандболу 2018-2019 — гандбольний турнір за Кубок України серед жіночих команд української Суперліги. Проводився вчетверте після відновлення у 2016 році.. Володарем Кубку України 2018-2019 стала львівська «Галичанка».

## Учасники
У 1/4 фіналу Кубку України 2018-2019 беруть участь 8 команд, 5 команд Суперліги:
- «Галичанка» (Львів);
- «Дніпрянка» (Херсон);
- «Карпати» (Ужгород);
- РЕАЛ-МОШВСМ-НУК (Миколаїв);
- «Спартак» Київ;

та три команди Вищої ліги:
- БВУФК (Бровари);
- ТНУ-ДЮСШ 21 (Київ);
- «Економуніверситет» (Тернопіль)[2].

У 1/8 та 1/4 розіграшу проводилась серія з двох матчів, які відбувались на майданчику кожної команди. Четверо переможців 1/4 шляхом жеребкування розділяються на пари для проведення півфіналу Кубку.

## 1/4 фіналу
19, 20 квітня 2019 р., м. Тернопіль. «Економуніверситет» — «Галичанка» 15:37, 18:40

20 квітня 2019 р., м. Київ. ТНУ-ДЮСШ 21 — «Дніпрянка» 20:38, 

25 квітня 2019 р., м. Херсон. «Дніпрянка» — ТНУ-ДЮСШ 21  

2, 3 травня 2019 р., м. Миколаїв. «РЕАЛ-МОШВСМ-НУК» — БВУФК 45:20, 35:20

«Карпати» – «Спартак» 

## Фінал чотирьох
«Фінал чотирьох» відбувся 18-19 травня 2019 року в СК «Юність» (м. Ужгород). Пари у півфінальних матчах були визначені шляхом жеребкування 17 травня 2019 року. У першому півфінальному матчі змагатимуться «Дніпрянка» та «Галичанка», у другому — «Реал» та «Карпати».

### Турнірна таблиця
|  | Півфінал |                 |          |  |  |                   |                   |                   |
|  | 1        | Дніпрянка       | 22       |  |  |                   |                   |                   |
|  | 2        | Галичанка       | 30       |  |  | Фінал             | Фінал             | Фінал             |
|  |          |                 |          |  |  |                   | Галичанка         | 30                |
|  | Півфінал | Півфінал        | Півфінал |  |  | Карпати           | 19                |                   |
|  | 3        | РЕАЛ-МОШВСМ-НУК | 21       |  |  |                   |                   |                   |
|  | 4        | Карпати         | 29       |  |  | Матч за 3-є місце | Матч за 3-є місце | Матч за 3-є місце |
|  |          |                 |          |  |  |                   | Дніпрянка         | 26                |
|  |          |                 |          |  |  |                   | РЕАЛ-МОШВСМ-НУК   | 30                |

### Матч за третє місце
| 19 травня 2019 | «Дніпрянка» (Херсон) | 26:30 | «Реал-МОШВСМ-НУК» (Миколаїв) | Ужгород              |  |
|                |                      | [ 6 ] |                              | Стадіон: СК «Юність» |  |

«Дніпрянка»: Тетяна Чорнявська, Анастасія Кальченко; Кандибей 1, Анна Дябло 8, Яніна Третіна, Поліна Трубіцина 1, Маргарита Іщенко 9, Віолета Комарова, Тетяна Ткач, Ірина Морозенко, Ірина Павлик, Анастасія Калигіна, Софія Лисенко 3, Ірина Мінєєва 4. Головний тренер — Борис Милославський.
«Реал»: Никифорук, Владислава Граненко; Христина Бабій 6, Дереклєєва, Світлана Аксьонова 11, Донець 4, Наталія Ситенька, Наімі, Борейчук 2, Рябокінь, Ольга Шлюхтіна, Сторожук, Каганець 1, Катерина Тримпол, Червякова 6. Головний тренер — Наталія Пархоменко.

### Фінал
| 19 травня 2019 | «Галичанка» (Львів) | 30:19 | «Карпати» (Ужгород) | Ужгород              |  |
|                |                     |       |                     | Стадіон: СК «Юність» |  |

«Галичанка»: Марина Валієва, Вікторія Салтанюк; Наталія Савчин 6, Ольга Братковська, Анастасія Баранович 2, Діана Дмитришин 2, Мар’яна Маркевич 3, Ірина Прокоп'як, Юлія Головко 1, Ольга Василяка 2, Олександра Фурманець 4, Ілона Гайкова 5, Тетяна Череп, Ірина Стельмах 3, Софія Давидянц, Тетяна Поляк 2. Головний тренер — Віталій Андронов.
«Карпати»: Єлизавета Воронько, Теа Чіковані; Карина Байрак 2, Катерина Фенинець 2, Марія Суха, Аліса Петрів, Анастасія Мелекесцева 2, Яна Готра 3, Христина Сендрей, Когуч 2, Ольга Макаренко, Катерина Купчак 1, Анна Лезінська 2, Софія Безрукова 2, Анна Трифонова 2, Анна Гававка 1. Головний тренер — Віктор Чернов